# Marie-Louise O'Murphy
Marie-Louise O'Murphy (também conhecida como Mademoiselle de Morphy, La Belle Morphise, Louise Morfi ou Marie-Louise Morphy de Boisfailly (Ruão, 21 de outubro de 1737 — Paris, 12 de dezembro de 1814), foi uma cortesã e cantora francesa, e amante do rei Luís XV de França.

## Biografia
Quinta filha de um oficial irlandês, que se instalara como sapateiro em Ruão. Depois da sua morte, a mãe levou a menina a Paris. Ali atuou como cantora, como a irmã mais velha, Victoire.
Aos catorze anos de idade posou para um famoso retrato nu do artista francês François Boucher, em 1752. Sua beleza logo atraiu a atenção de um dos oficiais de Louis XV, Dominique Guillaume Lebel, que a introduziu na corte como uma das cortesãs reais, logo se tornando uma das favoritas. Deu ao rei, em 1754, uma filha bastarda.. Alguns autores sustentam que com o rei também era mãe do General Louis Charles Antoine de Beaufranchet - mas este nasceu em 1757, dois anos após seu casamento com Jacques de Beaufranchet, em novembro de 1755 - após o fim de seu relacionamento real. 
Este casamento foi arranjado depois que cometera um erro comum às cortesãs, que foi o de tentar substituir a amante oficial. Por volta de 1754 ela tentou a já antiga favorita do rei, Madame Pompadour, numa estratégia infeliz que resultou em sua rápida queda da corte. 
Ficando viúva do conde Beaufranchet, morto na batalha de Rossbach, veio a se casar outras duas vezes: a segunda com François-Nicolas Lenormand, conde de Flaghac, com quem teve uma filha, e pela terceira em 1798 com Louis Philippe Dumont, deputado de Calvados na Convenção Nacional, trinta anos mais novo. Este consórcio durou menos de um ano e terminou em divórcio.

### Casanova
A história de Louison (como também foi conhecida O'Murphy), também foi documentada por Giacomo Casanova, em suas memórias. Ali descreve minuciosamente seu encontro com a cortesã, numa recepção durante sua primeira viagem a Paris. Nesta ocasião o aventureiro registrou que lhe foi oferecida a aquisição de uma pintura da bela cortesã, deitada num sofá, executada "...por um pintor alemão".
Casanova consignou em suas memórias:
 «O habilidoso artista posicionou suas pernas e coxas de modo que o observador fique com o desejo de ver mais. Eu fiz escrever abaixo: O-Morphi, palavra que não é homérica, mas nem por isso deixa de ser grega. Ela significa Beleza » 

## AMoça deitada
Diversas pinturas, derivadas do quadro de François Boucher, retratam a versão feita da jovem O'Murphy, algumas pelo próprio artista. A versão que ilustra o verbete, intitulada L'Odalisque Blonde (A odalisca loura), de 1752, pertence atualmente à Antiga Pinacoteca, Munique, Alemanha. Diversos artistas produziram cópias deste quadro.

### Galeria

François Boucher L'Odalisque Brune , Museu do Louvre, Paris, França - (nesta obra a modelo seria a esposa do pintor).
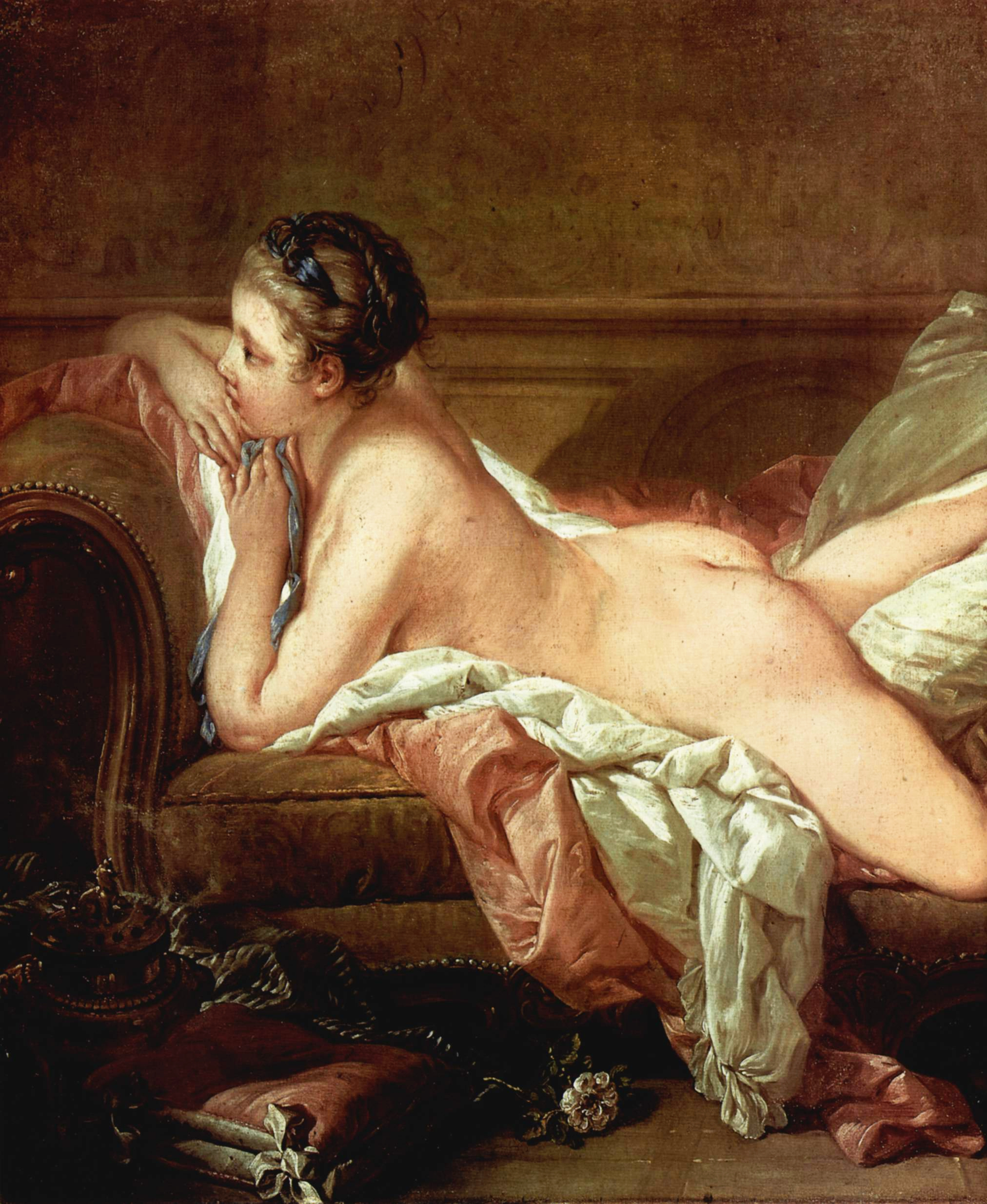
Detalhe
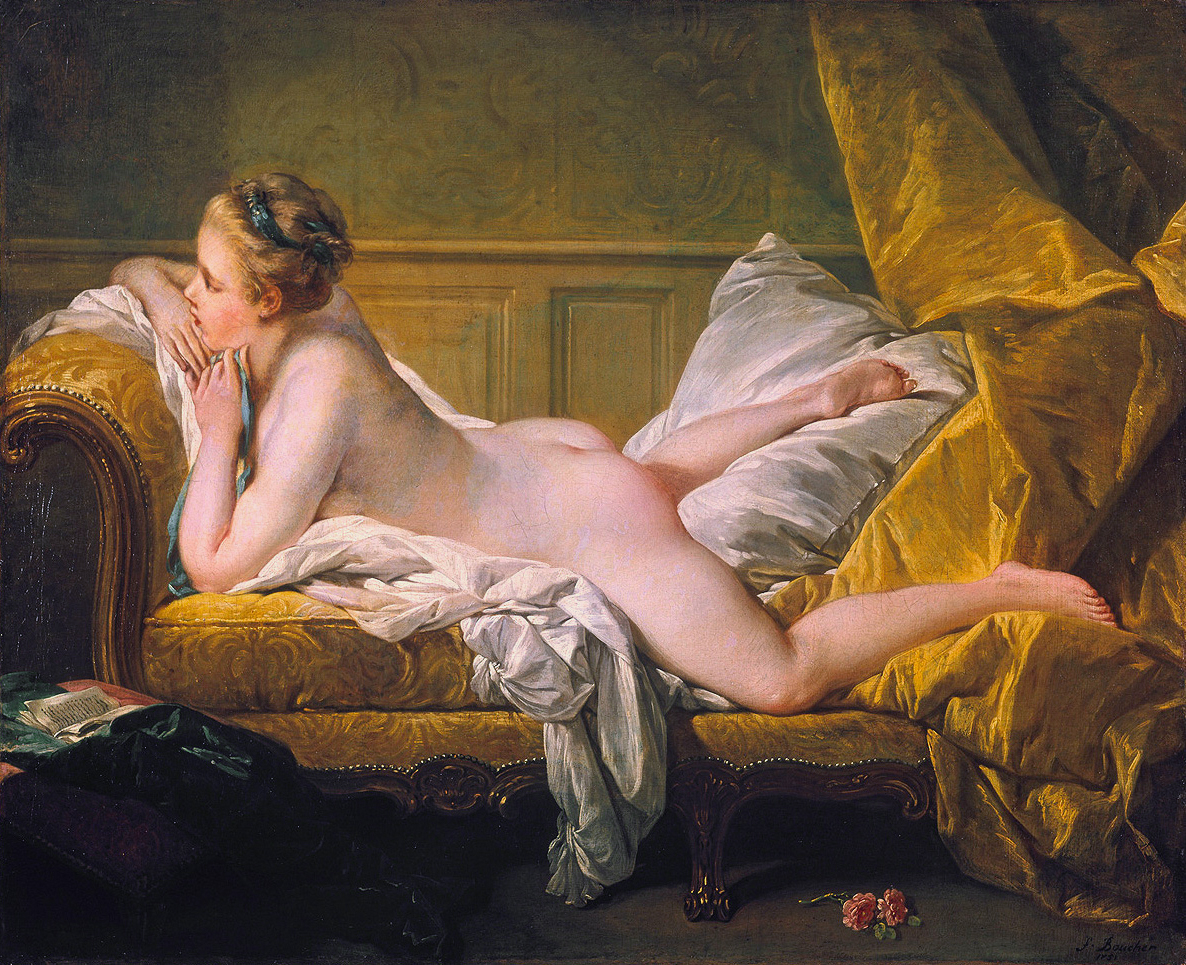
Outra versão,(cerca de 1752) Wallraf-Richartz Museum, Colônia, Alemanha